# Tập đoàn McKesson
Tập đoàn McKesson  là một công ty Mỹ phân phối dược phẩm và cung cấp công nghệ thông tin y tế, vật tư y tế và các công cụ quản lý y tế. Công ty có doanh thu $ 208,4 tỷ trong năm 2018.
McKesson có trụ sở tại Irving, Texas và phân phối các hệ thống chăm sóc sức khỏe, vật tư y tế và dược phẩm. Ngoài ra, McKesson cung cấp cơ sở hạ tầng mạng rộng khắp cho ngành chăm sóc sức khỏe..
Công ty nằm trong  Fortune Global 500 và là công ty có doanh thu cao thứ 6  tại Hoa Kỳ.

## Tài chính
Trong năm tài chính 2018, McKesson đã báo cáo lợi nhuận 67 triệu đô la Mỹ, với doanh thu hàng năm là 208.357 tỷ đô la Mỹ, tăng 5,0% so với năm 2017. Cổ phiếu của McKesson được giao dịch ở mức hơn $ 142 mỗi cổ phiếu và vốn hóa thị trường của nó được định giá hơn 24,3 tỷ đô la vào tháng 10 năm 2018. Tính đến năm 2018, McKesson được xếp hạng 6 trong bảng xếp hạng Fortune 500 của các tập đoàn lớn nhất Hoa Kỳ theo tổng doanh thu.

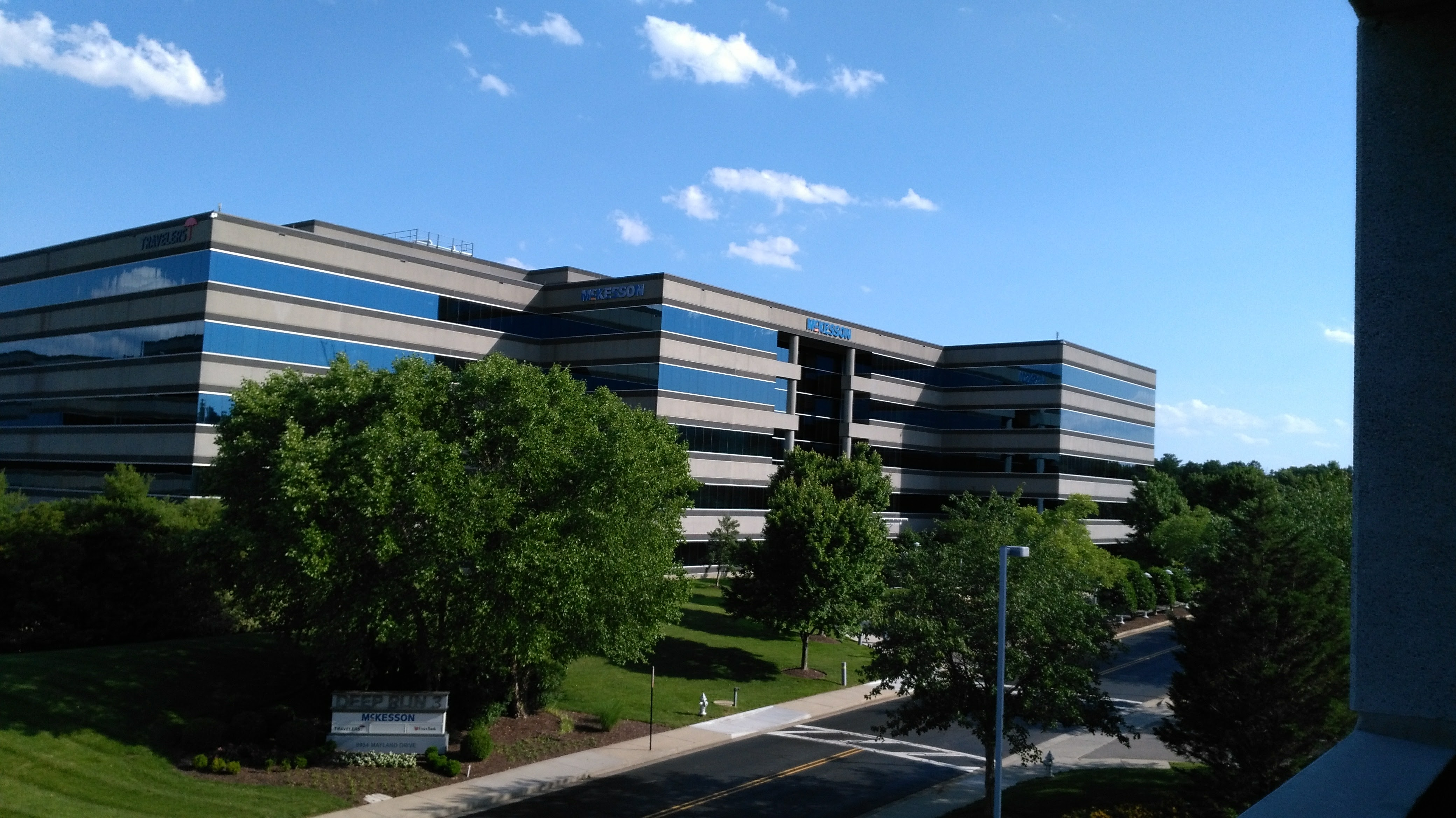
McKesson Cơ sở y tế-phẫu thuật doanh nghiệp tại Richmond, Virginia

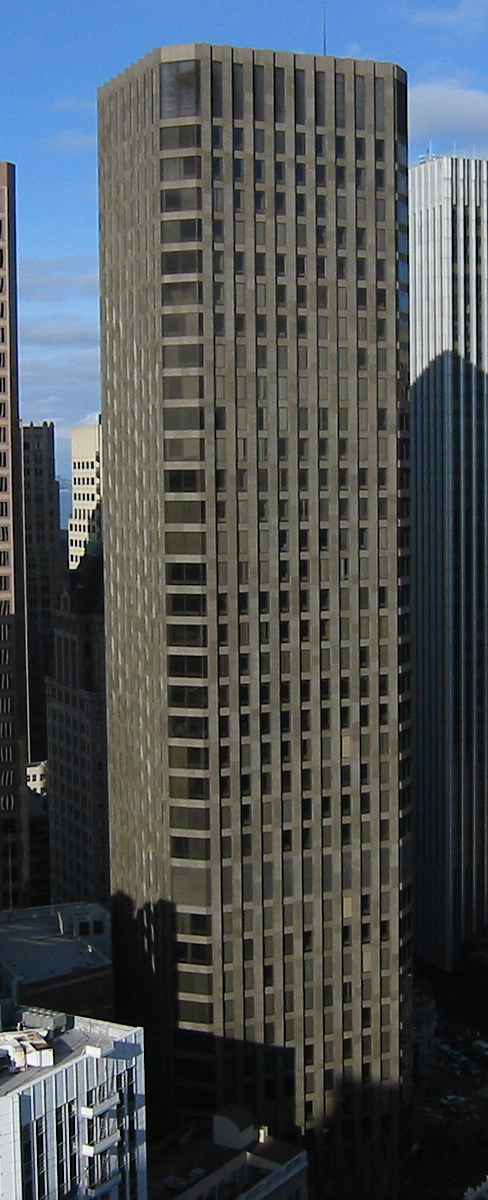
Tòa nhà trụ sở toàn cầu trước đây của McKesson tại trung tâm thành phố San Francisco

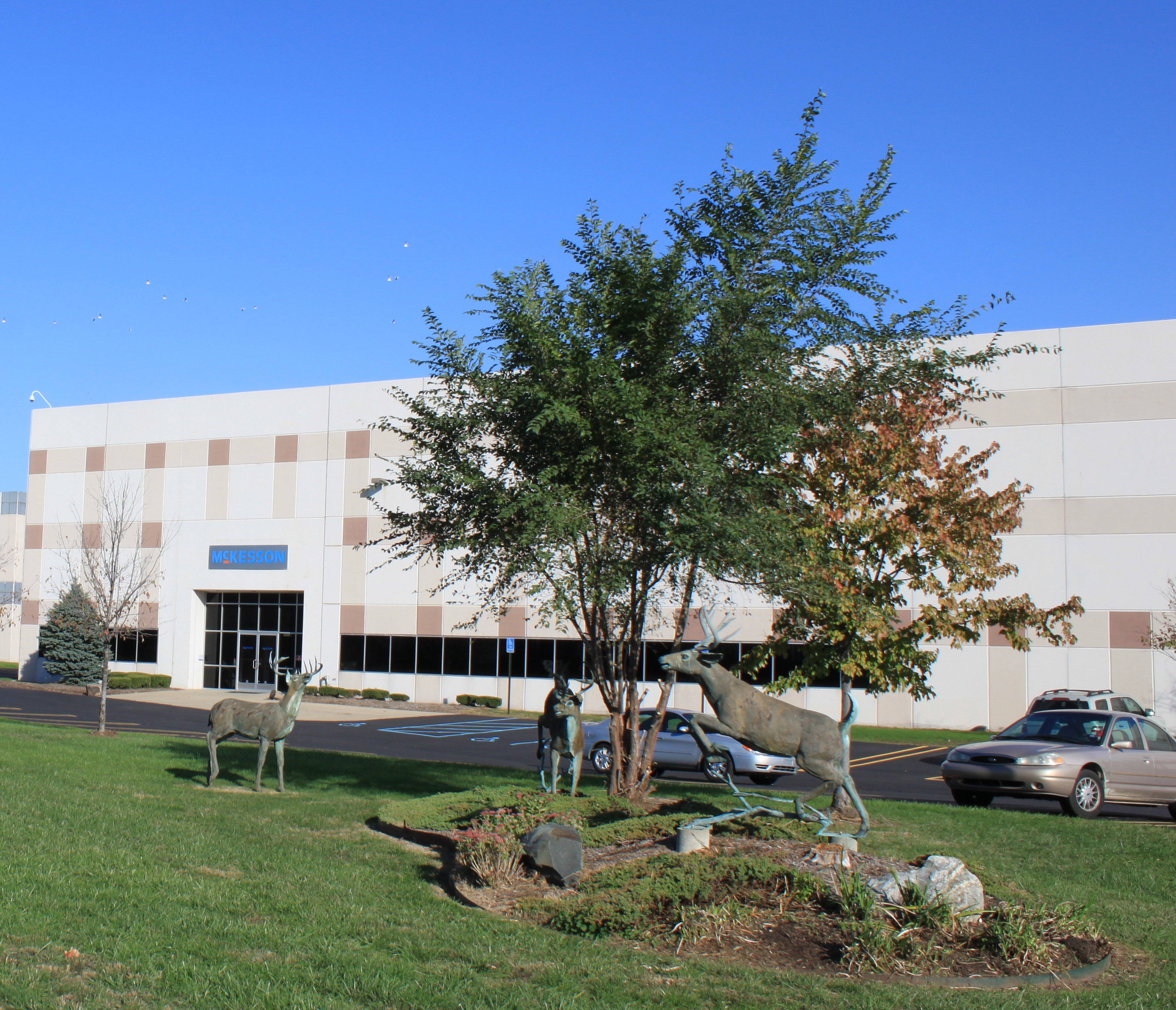
Hệ thống Dược phẩm McKesson, Livonia, MI

| Năm  | Doanh thu (Đô la Mỹ) | Thu nhập ròng (Đô la Mỹ) | Tổng tài sản (Đô la Mỹ) | Giá mỗi cổ phiếu (USD $) | Nhân viên |
| ---- | -------------------- | ------------------------ | ----------------------- | ------------------------ | --------- |
| 2005 | 79.096               | −157                     | 18.775                  | 38.30                    |           |
| 2006 | 86.983               | 751                      | 20.961                  | 46,28                    |           |
| 2007 | 92.977               | 913                      | 23.943                  | 54,33                    |           |
| 2008 | 101.703              | 990                      | 24.603                  | 48,16                    |           |
| 2009 | 106.632              | 823                      | 25.267                  | 45,48                    |           |
| 2010 | 108.702              | 1.263                    | 28.189                  | 60,50                    |           |
| 2011 | 112,084              | 1.202                    | 30.886                  | 75.10                    |           |
| 2012 | 122.321              | 1.403                    | 33.093                  | 85.10                    |           |
| 2013 | 122.196              | 1.338                    | 34.786                  | 119,47                   | 43.500    |
| 2014 | 137.392              | 1.263                    | 51,759                  | 182,26                   | 42.800    |
| 2015 | 179,045              | 1.476                    | 53.870                  | 208,52                   | 70.400    |
| 2016 | 190.884              | 2.258                    | 56,523                  | 165,02                   | 68.000    |
| 2017 | 198,533              | 5.070                    | 60.969                  | 149,21                   | 78.000    |
| 2018 | 208.357              | 67                       | 60.381                  | 142.30                   | 78.000    |

## Cơ sở vật chất
Ngoài trụ sở toàn cầu tại Irving, Texas, McKesson còn duy trì các cơ sở trên khắp Bắc Mỹ.